# Lewis Gompertz
Lewis Gompertz (c. 1783 - 2 décembre 1861) est un des premiers défenseurs des droits des animaux, inventeur et végétalien.

## Biographie
Parmi les premiers défenseurs des droits des animaux, Lewis Gompertz est aussi inventeur et promoteur du véganisme,.
Dans Enquêtes morales sur la situation de l'homme et des brutes (anglais : Moral Inquiries: on the situation of man and of brutes, 1824), il condamne la tuerie et toute forme de violence envers les animaux et les êtres vivants en général, bien qu'il ne voit pas d'objection à consommer un animal mort de vieillesse ou par accident. Il admet cependant porter des habits taillés avec des peaux d'animaux, par souci de mode ou par limite de choix. Il consent à la consommation du lait de vache uniquement s'il n'y a pas de jeunes veaux à nourrir. Il y compare la condition des chevaux (à l'époque le principal moyen de déplacement) à de l'esclavage et argumente en faveur de création de zones de liberté pour les chevaux. Ce livre paraît deux ans après le vote par le Parlement britannique d'une loi contre l'abus physique du bétail, une loi peu renforcée par les autorités.
En 1826, avec onze autres personnes, il cofonde la Société royale pour la prévention de la cruauté envers les animaux (plus tard RSPCA). Il en devient secrétaire en 1828. Son véganisme le pousse à être considéré comme pythagoricien, ce qu'il a nié, mais ce qui le pousse à quitter la RSPCA pour créer une nouvelle association, la Animals’ Friend Society, qu'il dirige jusqu'en 1946.
Il a mis au point un nouveau modèle de bicyclette dans le but de créer des alternatives à l'usage des chevaux.
Il meurt le 2 décembre 1861 des suites d'une bronchite dans sa maison de Kensington à Londres.

## Publications choisies
- Moral Inquiries on the Situation of Man and of Brutes (1824, 1992, Peter Singer)
- Mechanical Inventions and Suggestions on Land and Water Locomotion (1851)
- Fragments in Defence of Animals, and Essays on Morals, Soul, and Future State (1852)